# جمال الدين بوسنينة
ولد جمال الدين بوسنينة عام 1898. وزاول تعلمه في جامع الزيتونة. حصل على شهادة التطويع، ثم درس الحقوق ومارس رياضة كرة القدم.
كان أول صحفي رياضي حرر بالعربية، وكان من رواد الصحافة الرياضية في تونس. وكان يوقّع مقالاته بألقاب مختلفة منها: «الرياضي المتقاعد» و«مندوب الوزير الرياضي». وهو أحد مؤسسي فريق النادي الإفريقي سنة 1920.

## نشاطاته
- أحد مؤسسي الحركة المسرحية التونسية.
- كان يشرف على فرقة وسيلة صبري فنياً.
- من مؤسسي فرقة الراشيدية.
- من النّخبة الّتي ساهمت في إنشاء المعهد الرّشيدي للموسيقى التّونسيّة، كان منهم جمال الدّين بوسنينة وأحمد الضحّاك. عقدوا عدّة اجتماعات تمهيديّة

لوضع الخطوط الرّئيسيّة لهذه الجمعيّة، ما أفضى إلى عقد جلسة عامّة بمكتبة الخلدونيّة في شهر نوفمبر سنة 1934 لتأسيس جمعيّة تعنى بالمحافظة على الموسيقى التّونسيّة الأصيلة وترويجها بين الأجيال الصّاعدة.
- من مؤسسي النادي الإفريقي التونسي